# گرندوود پارک (ایلینوی)
گرندوود پارک (به انگلیسی: Grandwood Park) یک حوزه سرشماری در ایالات متحده آمریکا است که در ایلینوی واقع شده‌است. گرندوود پارک ۵٬۲۰۲ نفر جمعیت دارد.